# Meunasah Cot Usibak
Meunasah Cot Usibak is een bestuurslaag in het regentschap Aceh Utara van de provincie Atjeh, Indonesië. Meunasah Cot Usibak telt 450 inwoners (volkstelling 2010).